# 센다이시 교통국 2000계 전동차
센다이 시 교통국 2000계 전동차(일본어: 仙台市交通局2000系電車)는 센다이 시 교통국이 운영하는 지하철 노선인 센다이 시 지하철 도자이 선의 전동차이다.

## 역사
2013년 4월부터 전동차 제작이 시작되었으며 2014년 9월에 4편성 15량으로 구성된 전동차가 완성되었다. 2014년 10월부터 전동차 성능 시험이 시작되었고 2015년 7월 14일에 전동차가 차량기지에 반입되었다.

## 전동차 내부
전동차 안에는 최대 6명이 앉을 수 있는 좌석이 설치되어 있으며 전동차의 중간 부분에는 6개씩, 맨 앞에는 4개씩 설치되어 있다. 전동차의 양쪽 끝 부분에는 휠체어, 유모차를 고정시킬 수 있는 전용 공간이 마련되어 있다. 전동차의 출입문 상단에는 액정 디스플레이 전광판이 장착되어 있는데 일본어, 영어, 중국어, 한국어로 출입문, 다음 역을 안내한다.

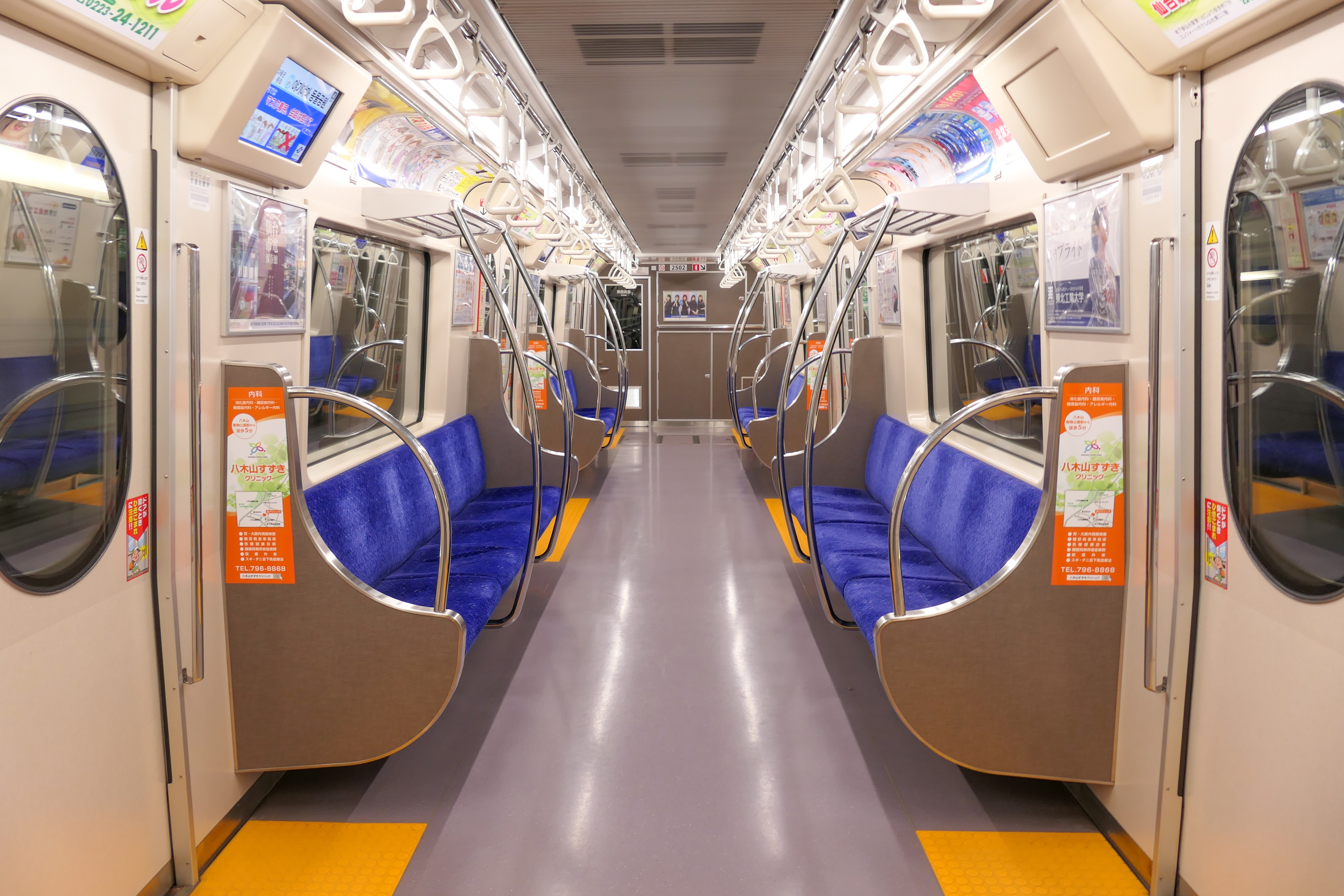
전동차의 내부 모습
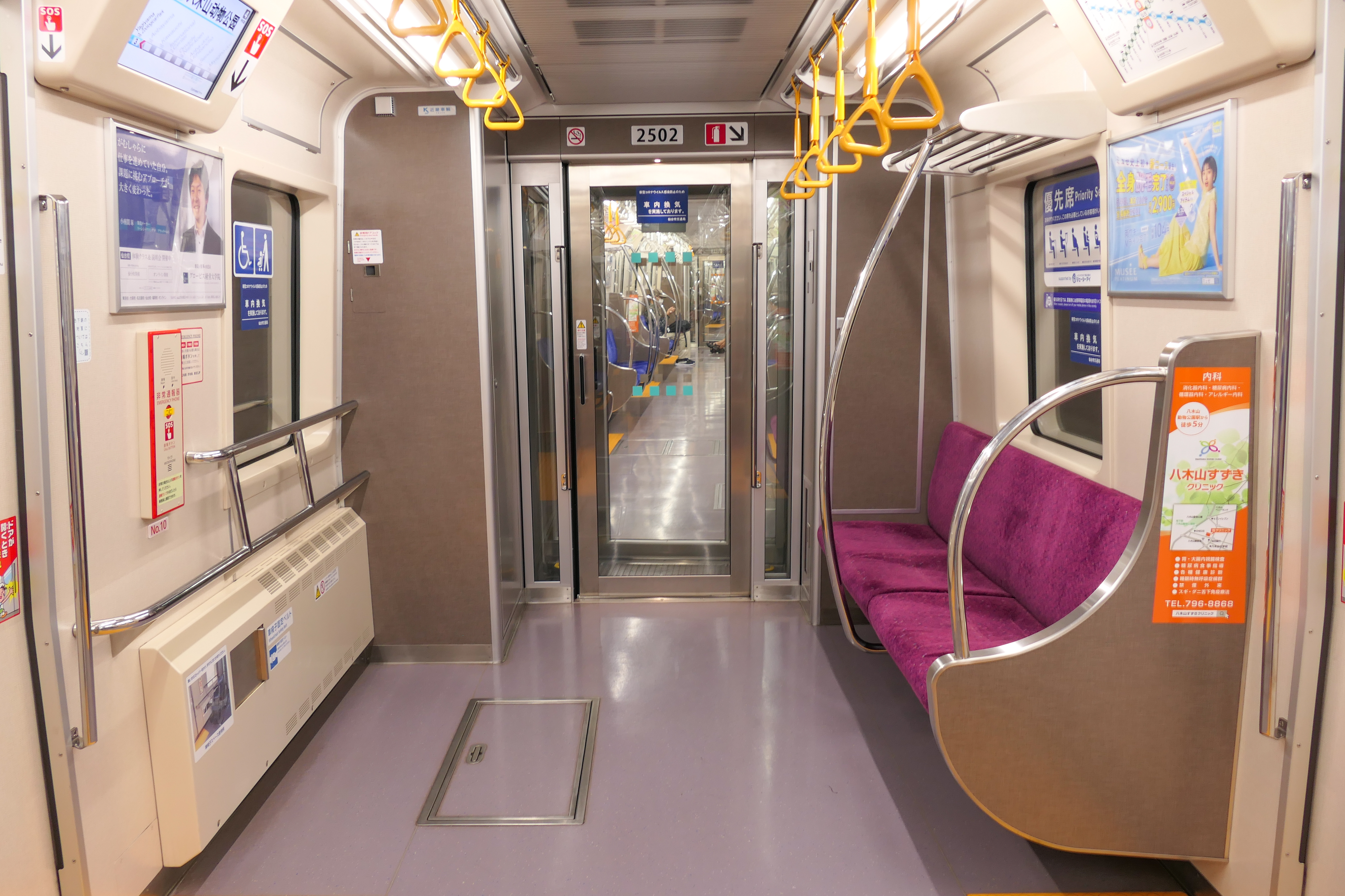
전동차의 양쪽 끝 부분에 설치된 휠체어, 유모차 전용 공간
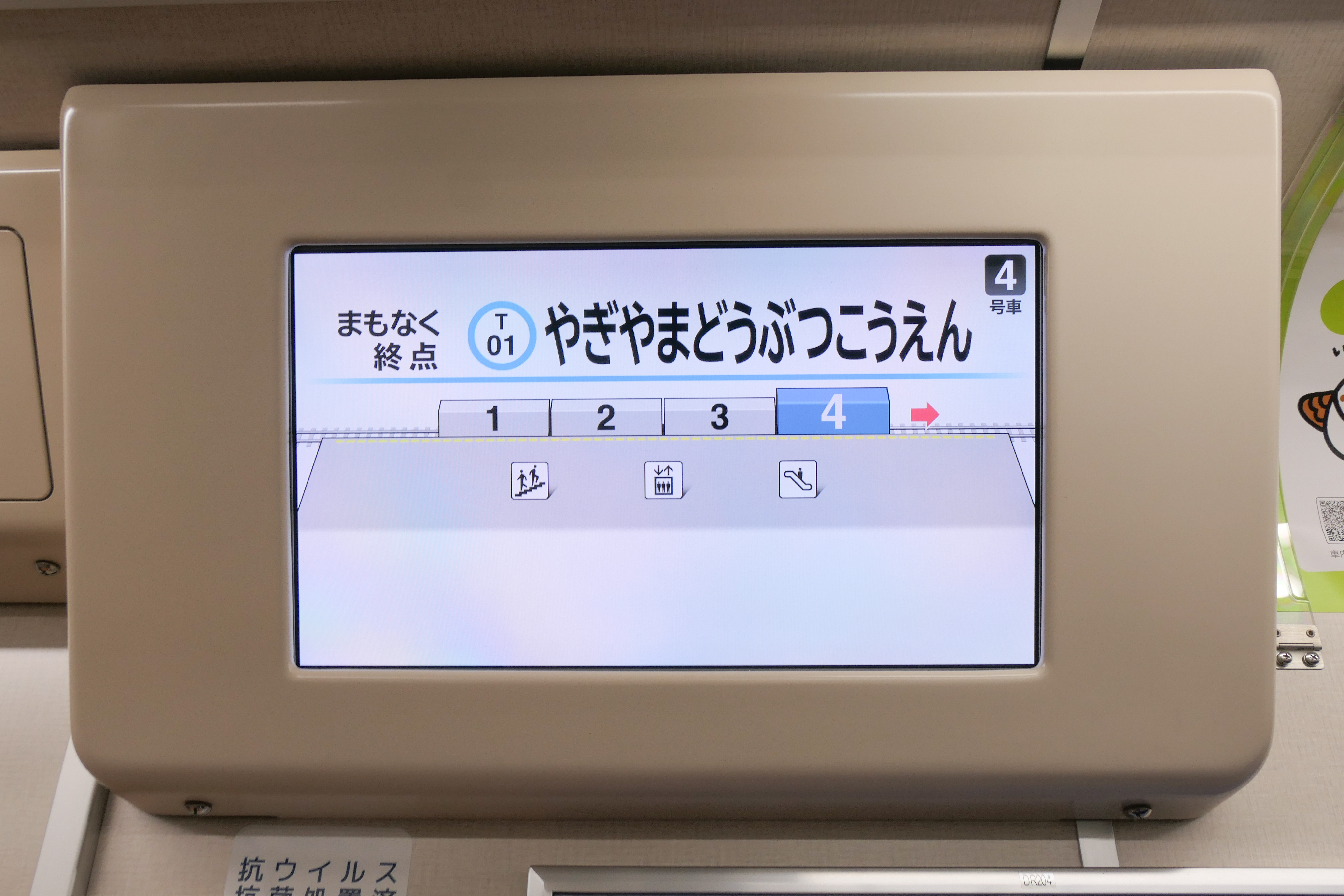
전동차의 출입문 상단에 장착된 액정 디스플레이 전광판

## 편성
| 호차             | 1         | 2          | 3          | 4         |
| ---------------- | --------- | ---------- | ---------- | --------- |
| 명칭             | Mc1       | M1         | M2         | Mc2       |
| 번호             | 2100      | 2200       | 2400       | 2500      |
| 중량 (t)         | 28.3t     | 27.5t      | 27.6t      | 28.4t     |
| 정원 (정원/좌석) | 92명/28개 | 102명/36개 | 102명/36개 | 92명/28개 |

## 같이 보기
- 센다이시 교통국 1000계 전동차